# Matt Deakin
Matt Deakin (San Francisco, 20 maggio 1980) è un canottiere statunitense.

## Palmarès

### Olimpiadi
- 1 medaglia:
  - 1 oro (Atene 2004 nell'otto)

### Mondiali
- 3 medaglie:
  - 2 ori (Milano 2003 nel quattro con; Kaizu 2005 nell'otto)
  - 1 bronzo (Eton 2006 nell'otto)